# Sindaci di Roma
Di seguito l'elenco cronologico dei sindaci di Roma e delle altre figure apicali equivalenti che si sono succedute nel corso della storia.

## Regno d'Italia (1870-1946)
| Sindaci nominati dal governo (1870-1889)                   | Sindaci nominati dal governo (1870-1889)                                | Sindaci nominati dal governo (1870-1889) | Sindaci nominati dal governo (1870-1889) | Sindaci nominati dal governo (1870-1889) | Sindaci nominati dal governo (1870-1889) |
| Nominativo                                                 | Nominativo                                                              | Partito                                  | Partito                                  | Mandato                                  | Mandato                                  |
| Nominativo                                                 | Nominativo                                                              | Partito                                  | Partito                                  | Inizio                                   | Fine                                     |
| ---------------------------------------------------------- | ----------------------------------------------------------------------- | ---------------------------------------- | ---------------------------------------- | ---------------------------------------- | ---------------------------------------- |
|                                                            | Michelangelo Caetani (Presidente della Giunta di Governo)               |                                          | Indipendente                             | 23 settembre 1870                        | 30 settembre 1870                        |
|                                                            | Guido Orazio di Carpegna Falconieri Gabrielli (Commissario provvisorio) | –                                        | –                                        | 30 settembre 1870                        | 28 novembre 1870                         |
|                                                            | Giuseppe Lunati (Assessore facente funzioni)                            |                                          | Indipendente                             | 29 novembre 1870                         | 20 dicembre 1870                         |
|                                                            | Filippo Andrea Doria Pamphili (Assessore facente funzioni)              |                                          | Indipendente                             | 21 dicembre 1870                         | marzo 1871                               |
|                                                            | Giovanni Angelini (Assessore facente funzioni)                          |                                          | Indipendente                             | marzo 1871                               | aprile 1871                              |
|                                                            | Francesco Rospigliosi Pallavicini                                       |                                          | Indipendente                             | 16 aprile 1871                           | 21 ottobre 1871                          |
|                                                            | Francesco Grispigni (Assessore facente funzioni)                        |                                          | Indipendente                             | 21 ottobre 1871                          | 14 o 16 maggio 1872                      |
|                                                            | Giuseppe Troiani (Assessore facente funzioni)                           |                                          | Indipendente                             | 14 o 16 maggio 1872                      | 31 maggio 1872                           |
|                                                            | Pietro Venturi (Assessore facente funzioni)                             |                                          | Sinistra storica                         | 31 maggio 1872                           | 26 novembre 1872                         |
|                                                            | Luigi Pianciani (Assessore facente funzioni)                            |                                          | Sinistra storica                         | 26 novembre 1872                         | 29 luglio 1873                           |
| Luigi Pianciani                                            | 29 luglio 1873                                                          | 5 agosto 1874                            | Sinistra storica                         |                                          |                                          |
|                                                            | Pietro Venturi (Assessore facente funzioni)                             |                                          | Sinistra storica                         | 5 agosto 1874                            | 14 gennaio 1875                          |
| Pietro Venturi                                             | 15 gennaio 1875                                                         | novembre 1877                            | Sinistra storica                         |                                          |                                          |
|                                                            | Emanuele Ruspoli (Assessore facente funzioni)                           |                                          | Destra storica                           | 7 novembre 1877                          | 18 giugno 1878                           |
| Emanuele Ruspoli                                           | 18 giugno 1878                                                          | 20 luglio 1880                           | Destra storica                           |                                          |                                          |
|                                                            | Augusto Armellini (Assessore facente funzioni)                          |                                          | Destra storica                           | luglio 1880                              | ottobre 1881                             |
|                                                            | Luigi Pianciani                                                         |                                          | Sinistra storica                         | ottobre 1881                             | maggio 1882                              |
|                                                            | Leopoldo Torlonia (Assessore facente funzioni)                          |                                          | Destra storica                           | maggio 1882                              | 7 maggio 1887                            |
| Leopoldo Torlonia                                          | 7 maggio 1887                                                           | 31 dicembre 1887                         | Destra storica                           |                                          |                                          |
|                                                            | Alessandro Guiccioli (Assessore facente funzioni)                       |                                          | Sinistra storica                         | 1º gennaio 1888                          | 24 ottobre 1888                          |
| Alessandro Guiccioli                                       | 24 ottobre 1888                                                         | 20 novembre 1889                         | Sinistra storica                         |                                          |                                          |
| Sindaci eletti dal Consiglio comunale (1889-1926)          |                                                                         |                                          |                                          |                                          |                                          |
| Nominativo                                                 | Nominativo                                                              | Partito                                  | Partito                                  | Mandato                                  | Mandato                                  |
| Nominativo                                                 | Nominativo                                                              | Partito                                  | Partito                                  | Inizio                                   | Fine                                     |
|                                                            | Augusto Armellini                                                       |                                          | Destra storica                           | 28 novembre 1889                         | 20 giugno 1890                           |
|                                                            | Camillo Finocchiaro Aprile (Commissario regio)                          | –                                        | –                                        | giugno 1890                              | dicembre 1890                            |
|                                                            | Onorato Caetani                                                         |                                          | Destra storica                           | 29 dicembre 1890                         | 14 novembre 1892                         |
|                                                            | Emanuele Ruspoli                                                        |                                          | Destra storica                           | 14 novembre 1892                         | 29 novembre 1899                         |
|                                                            | Enrico Galluppi (Assessore facente funzioni)                            |                                          | Indipendente                             | 29 novembre 1899                         | dicembre 1899                            |
|                                                            | Prospero Colonna di Paliano                                             |                                          | Destra storica                           | dicembre 1899                            | ottobre 1904                             |
|                                                            | Carlo Palomba (Assessore facente funzioni)                              |                                          | Indipendente                             | ottobre 1904                             | dicembre 1904                            |
|                                                            | Enrico Cruciani Alibrandi (Assessore facente funzioni)                  |                                          | Indipendente                             | dicembre 1904                            | 10 luglio 1905                           |
| Enrico Cruciani Alibrandi                                  | 10 luglio 1905                                                          | 10 luglio 1907                           | Indipendente                             |                                          |                                          |
|                                                            | Cesare Salvarezza (Commissario regio)                                   | –                                        | –                                        | agosto 1907                              | novembre 1907                            |
|                                                            | Ernesto Nathan                                                          |                                          | Partito Radicale Italiano                | 25 novembre 1907                         | novembre 1911                            |
| novembre 1911                                              | Ernesto Nathan                                                          | dicembre 1913                            | Partito Radicale Italiano                |                                          |                                          |
|                                                            | Fausto Aphel (Commissario regio)                                        | –                                        | –                                        | 8 dicembre 1913                          | 6 luglio 1914                            |
|                                                            | Prospero Colonna di Paliano                                             |                                          | Partito Liberale Italiano                | 6 luglio 1914                            | 8 giugno 1919                            |
|                                                            | Adolfo Apolloni                                                         |                                          | Partito Liberale Italiano                | 8 giugno 1919                            | 25 novembre 1920                         |
|                                                            | Luigi Rava                                                              |                                          | Partito Liberale Italiano                | 25 novembre 1920                         | 23 maggio 1921                           |
|                                                            | Giannetto Valli                                                         |                                          | Partito Liberale Italiano                | 23 maggio 1921                           | 26 giugno 1922                           |
|                                                            | Filippo Cremonesi                                                       |                                          | Indipendente                             | 26 giugno 1922                           | 2 marzo 1923                             |
| Filippo Cremonesi (Commissario regio)                      | –                                                                       | –                                        | 2 marzo 1923                             | 1º gennaio 1926                          |                                          |
| Governatori nominati dal governo (1926-1944)               |                                                                         |                                          |                                          |                                          |                                          |
| Nominativo                                                 | Nominativo                                                              | Partito                                  | Partito                                  | Mandato                                  | Mandato                                  |
| Nominativo                                                 | Nominativo                                                              | Partito                                  | Partito                                  | Inizio                                   | Fine                                     |
|                                                            | Filippo Cremonesi                                                       |                                          | Partito Nazionale Fascista               | 1º gennaio 1926                          | 9 dicembre 1926                          |
|                                                            | Ludovico Spada Veralli Potenziani                                       |                                          | Partito Nazionale Fascista               | 9 dicembre 1926                          | 13 settembre 1928                        |
|                                                            | Francesco Boncompagni Ludovisi                                          |                                          | Partito Nazionale Fascista               | 13 settembre 1928                        | 23 gennaio 1935                          |
|                                                            | Giuseppe Bottai                                                         |                                          | Partito Nazionale Fascista               | 23 gennaio 1935                          | 15 novembre 1936                         |
|                                                            | Piero Colonna                                                           |                                          | Partito Nazionale Fascista               | 15 novembre 1936                         | 24 agosto 1939                           |
|                                                            | Giangiacomo Borghese                                                    |                                          | Partito Nazionale Fascista               | 30 agosto 1939                           | 21 agosto 1943                           |
|                                                            | Riccardo Motta (Commissario straordinario)                              | –                                        | –                                        | 21 agosto 1943                           | 5 gennaio 1944                           |
|                                                            | Giovanni Orgera                                                         |                                          | Partito Fascista Repubblicano            | 6 gennaio 1944                           | 3 giugno 1944                            |
| Sindaci del periodo costituzionale transitorio (1944-1946) |                                                                         |                                          |                                          |                                          |                                          |
| Nominativo                                                 | Nominativo                                                              | Partito                                  | Partito                                  | Mandato                                  | Mandato                                  |
| Nominativo                                                 | Nominativo                                                              | Partito                                  | Partito                                  | Inizio                                   | Fine                                     |
|                                                            | Roberto Bencivenga (Commissario governativo)                            | –                                        | –                                        | 4 giugno 1944                            | 10 giugno 1944                           |
|                                                            | Filippo Andrea Doria Pamphili                                           |                                          | Indipendente                             | 10 giugno 1944                           | 10 dicembre 1946                         |

## Repubblica Italiana (dal 1946)
| Sindaci eletti dal Consiglio comunale (1946-1993)    | Sindaci eletti dal Consiglio comunale (1946-1993) | Sindaci eletti dal Consiglio comunale (1946-1993) | Sindaci eletti dal Consiglio comunale (1946-1993) | Sindaci eletti dal Consiglio comunale (1946-1993) | Sindaci eletti dal Consiglio comunale (1946-1993) | Sindaci eletti dal Consiglio comunale (1946-1993) | Sindaci eletti dal Consiglio comunale (1946-1993) | Sindaci eletti dal Consiglio comunale (1946-1993) |
| Nominativo                                           | Nominativo                                        | Partito                                           | Partito                                           | Giunta                                            | Giunta                                            | Mandato                                           | Mandato                                           | Elezione                                          |
| Nominativo                                           | Nominativo                                        | Partito                                           | Partito                                           | Giunta                                            | Giunta                                            | Inizio                                            | Fine                                              | Elezione                                          |
| ---------------------------------------------------- | ------------------------------------------------- | ------------------------------------------------- | ------------------------------------------------- | ------------------------------------------------- | ------------------------------------------------- | ------------------------------------------------- | ------------------------------------------------- | ------------------------------------------------- |
|                                                      | Salvatore Rebecchini                              |                                                   | Democrazia Cristiana                              | –                                                 | –                                                 | 10 dicembre 1946                                  | 27 dicembre 1946                                  | Elezione 1946                                     |
|                                                      | Mario De Cesare (Commissario prefettizio)         | –                                                 | –                                                 | –                                                 | –                                                 | 28 dicembre 1946                                  | 4 novembre 1947                                   | –                                                 |
|                                                      | Salvatore Rebecchini                              |                                                   | Democrazia Cristiana                              |                                                   | DC-PLI-UQ                                         | 5 novembre 1947                                   | 3 luglio 1952                                     | Elezione 1947                                     |
|                                                      | Salvatore Rebecchini                              | DC-PLI-PRI-PSDI                                   | Democrazia Cristiana                              | 3 luglio 1952                                     | 2 luglio 1956                                     | Elezione 1952                                     |                                                   |                                                   |
|                                                      | Umberto Tupini                                    |                                                   | Democrazia Cristiana                              |                                                   | DC-PLI-PRI-PSDI                                   | 2 luglio 1956                                     | 27 dicembre 1957                                  | Elezione 1956                                     |
|                                                      | Corrado Colasanti (Assessore anziano)             |                                                   | Democrazia Cristiana                              | 27 dicembre 1957                                  | DC-PLI-PRI-PSDI                                   | 10 gennaio 1958                                   |                                                   | Elezione 1956                                     |
|                                                      | Urbano Cioccetti                                  |                                                   | Democrazia Cristiana                              |                                                   | DC-PLI-PSDI                                       | 10 gennaio 1958                                   | 19 dicembre 1960                                  | Elezione 1956                                     |
| –                                                    | –                                                 | 19 dicembre 1960                                  | Democrazia Cristiana                              | 11 luglio 1961                                    | Elezione 1960                                     |                                                   |                                                   |                                                   |
|                                                      | Francesco Diana (Commissario prefettizio)         | –                                                 | –                                                 | –                                                 | –                                                 | 11 luglio 1961                                    | 17 luglio 1962                                    | –                                                 |
|                                                      | Glauco Della Porta                                |                                                   | Democrazia Cristiana                              |                                                   | DC-PSI-PSDI-PRI                                   | 17 luglio 1962                                    | 12 marzo 1964                                     | Elezione 1962                                     |
|                                                      | Amerigo Petrucci                                  |                                                   | Democrazia Cristiana                              |                                                   | DC-PSI-PSDI-PRI                                   | 12 marzo 1964                                     | 28 luglio 1966                                    | Elezione 1962                                     |
|                                                      | Amerigo Petrucci                                  | DC-PSI-PSDI-PRI                                   | Democrazia Cristiana                              | 28 luglio 1966                                    | 13 novembre 1967                                  | Elezione 1966                                     |                                                   |                                                   |
|                                                      | Attico Tabacchi (Assessore anziano)               | DC-PSI-PSDI-PRI                                   |                                                   | Democrazia Cristiana                              | 13 novembre 1967                                  | Elezione 1966                                     | 29 dicembre 1967                                  |                                                   |
|                                                      | Rinaldo Santini                                   |                                                   | Democrazia Cristiana                              |                                                   | DC-PSI-PSDI-PRI                                   | Elezione 1966                                     | 29 dicembre 1967                                  | 30 luglio 1969                                    |
|                                                      | Clelio Darida                                     |                                                   | Democrazia Cristiana                              |                                                   | DC-PSI-PSDI                                       | Elezione 1966                                     | 30 luglio 1969                                    | 7 agosto 1971                                     |
|                                                      | Clelio Darida                                     | DC-PSI-PSDI                                       | Democrazia Cristiana                              | 7 agosto 1971                                     | 15 febbraio 1972                                  | Elezione 1971                                     |                                                   |                                                   |
|                                                      | Remo Fiorucci (Assessore anziano)                 | DC-PSI-PSDI                                       |                                                   | Democrazia Cristiana                              | 15 febbraio 1972                                  | Elezione 1971                                     | 17 marzo 1972                                     |                                                   |
|                                                      | Clelio Darida                                     | DC-PSI-PSDI                                       |                                                   | Democrazia Cristiana                              | 17 marzo 1972                                     | Elezione 1971                                     | 26 novembre 1974                                  |                                                   |
| 26 novembre 1974                                     | Clelio Darida                                     | DC-PSI-PSDI                                       | 6 maggio 1976                                     | Democrazia Cristiana                              |                                                   | Elezione 1971                                     |                                                   |                                                   |
|                                                      | Giovanni Starita (Assessore anziano)              | DC-PSI-PSDI                                       |                                                   | Democrazia Cristiana                              | 6 maggio 1976                                     | Elezione 1971                                     | 9 agosto 1976                                     |                                                   |
|                                                      | Giulio Carlo Argan                                |                                                   | Sinistra indipendente                             |                                                   | PCI-PSI-PSDI                                      | 9 agosto 1976                                     | 25 settembre 1979                                 | Elezione 1976                                     |
|                                                      | Luigi Petroselli                                  |                                                   | Partito Comunista Italiano                        |                                                   | PCI-PSI-PSDI                                      | 25 settembre 1979                                 | 17 settembre 1981                                 | Elezione 1976                                     |
|                                                      | Luigi Petroselli                                  | PCI-PSI-PSDI                                      | Partito Comunista Italiano                        | 17 settembre 1981                                 | 7 ottobre 1981                                    | Elezione 1981                                     |                                                   |                                                   |
|                                                      | Pierluigi Severi (Assessore anziano)              | PCI-PSI-PSDI                                      |                                                   | Partito Socialista Italiano                       | 7 ottobre 1981                                    | Elezione 1981                                     | 15 ottobre 1981                                   |                                                   |
|                                                      | Ugo Vetere                                        |                                                   | Partito Comunista Italiano                        |                                                   | PCI-PSI-PSDI-PRI                                  | Elezione 1981                                     | 15 ottobre 1981                                   | 29 luglio 1982                                    |
| 29 luglio 1982                                       | Ugo Vetere                                        | 30 luglio 1985                                    | Partito Comunista Italiano                        |                                                   | PCI-PSI-PSDI-PRI                                  | Elezione 1981                                     |                                                   |                                                   |
|                                                      | Nicola Signorello                                 |                                                   | Democrazia Cristiana                              |                                                   | DC-PSI-PSDI-PRI-PLI                               | 30 luglio 1985                                    | 29 settembre 1987                                 | Elezione 1985                                     |
| 29 settembre 1987                                    | Nicola Signorello                                 | 6 agosto 1988                                     | Democrazia Cristiana                              |                                                   | DC-PSI-PSDI-PRI-PLI                               |                                                   |                                                   | Elezione 1985                                     |
|                                                      | Pietro Giubilo                                    |                                                   | Democrazia Cristiana                              |                                                   | DC-PSI-PSDI-PRI-PLI                               | 6 agosto 1988                                     | 19 luglio 1989                                    | Elezione 1985                                     |
|                                                      | Angelo Barbato (Commissario straordinario)        | –                                                 | –                                                 | –                                                 | –                                                 | 20 luglio 1989                                    | 17 dicembre 1989                                  | –                                                 |
|                                                      | Franco Carraro                                    |                                                   | Partito Socialista Italiano                       |                                                   | DC-PSI-PSDI-PRI-PLI                               | 18 dicembre 1989                                  | 27 luglio 1992                                    | Elezione 1989                                     |
|                                                      | Franco Carraro                                    | DC-PSI-PSDI                                       | Partito Socialista Italiano                       | 27 luglio 1992                                    | 4 aprile 1993                                     |                                                   |                                                   | Elezione 1989                                     |
|                                                      | Franco Carraro                                    | PSI-PSDI                                          | Partito Socialista Italiano                       | 4 aprile 1993                                     | 20 aprile 1993                                    |                                                   |                                                   | Elezione 1989                                     |
|                                                      | Alessandro Voci (Commissario prefettizio)         | –                                                 | –                                                 | –                                                 | –                                                 | 21 aprile 1993                                    | 8 novembre 1993                                   | –                                                 |
|                                                      | Aldo Camporota (Commissario prefettizio)          | –                                                 | –                                                 | –                                                 | –                                                 | 9 novembre 1993                                   | 4 dicembre 1993                                   | –                                                 |
| Sindaci eletti direttamente dai cittadini (dal 1993) |                                                   |                                                   |                                                   |                                                   |                                                   |                                                   |                                                   |                                                   |
| Nominativo                                           | Nominativo                                        | Partito                                           | Partito                                           | Coalizione                                        | Coalizione                                        | Mandato                                           | Mandato                                           | Elezione                                          |
| Nominativo                                           | Nominativo                                        | Partito                                           | Partito                                           | Coalizione                                        | Coalizione                                        | Inizio                                            | Fine                                              | Elezione                                          |
|                                                      | Francesco Rutelli                                 |                                                   | Federazione dei Verdi                             |                                                   | PDS-FdV-AD                                        | 5 dicembre 1993                                   | 16 novembre 1997                                  | Elezione 1993                                     |
|                                                      | Francesco Rutelli                                 | I Democratici                                     |                                                   | PDS-PPI-FdV-PRC                                   | 16 novembre 1997                                  | 8 gennaio 2001                                    | Elezione 1997                                     |                                                   |
|                                                      | Enzo Mosino (Commissario straordinario)           | –                                                 | –                                                 | –                                                 | –                                                 | 9 gennaio 2001                                    | 27 maggio 2001                                    | –                                                 |
|                                                      | Walter Veltroni                                   |                                                   | Democratici di Sinistra                           |                                                   | DS-DL-PRC-FdV                                     | 28 maggio 2001                                    | 29 maggio 2006                                    | Elezione 2001                                     |
|                                                      | Walter Veltroni                                   | Partito Democratico                               |                                                   | PD-PRC-FdV-IdV-RnP-PdCI                           | 29 maggio 2006                                    | 13 febbraio 2008                                  | Elezione 2006                                     |                                                   |
|                                                      | Mario Morcone (Commissario prefettizio)           | –                                                 | –                                                 | –                                                 | –                                                 | 14 febbraio 2008                                  | 28 aprile 2008                                    | –                                                 |
|                                                      | Gianni Alemanno                                   |                                                   | Alleanza Nazionale                                |                                                   | PdL-MpA-PRI-L. civiche                            | 29 aprile 2008                                    | 11 giugno 2013                                    | Elezione 2008                                     |
|                                                      | Gianni Alemanno                                   | Il Popolo della Libertà                           |                                                   |                                                   | PdL-MpA-PRI-L. civiche                            | 29 aprile 2008                                    | 11 giugno 2013                                    | Elezione 2008                                     |
|                                                      | Ignazio Marino                                    |                                                   | Partito Democratico                               |                                                   | PD-SEL-CD-FdV-PSI-L. civiche                      | 12 giugno 2013                                    | 31 ottobre 2015                                   | Elezione 2013                                     |
|                                                      | Francesco Paolo Tronca (Commissario prefettizio)  | –                                                 | –                                                 | –                                                 | –                                                 | 1º novembre 2015                                  | 22 giugno 2016                                    | –                                                 |
|                                                      | Virginia Raggi                                    |                                                   | Movimento 5 Stelle                                |                                                   | M5S                                               | 22 giugno 2016                                    | 21 ottobre 2021                                   | Elezione 2016                                     |
|                                                      | Roberto Gualtieri                                 |                                                   | Partito Democratico                               |                                                   | PD-SI-DemoS-EV-L. civiche                         | 21 ottobre 2021                                   | in carica                                         | Elezione 2021                                     |